# Subways of Your Mind
Subways of Your Mind – utwór muzyczny z 1983 roku autorstwa niemieckiego zespołu FEX, przypisywany do gatunków nowej fali, rocka, post-punk lub dark wave. 
Piosenka ta przez wiele lat pozostawała nieznanego autorstwa. Poszukiwanie twórców utworu trwało od 2001 roku, początkowo głównie na forach internetowych poświęconych muzyce. Większy rozgłos utwór zyskał dopiero w roku 2019, kiedy to zainteresowała się nim społeczność serwisu Reddit. Piosenka stała się internetowym wiralem i zaczęła być określana jako najbardziej tajemnicza piosenka w Internecie (ang. The Most Mysterious Song on the Internet). Na podstawie interpretacji fragmentów tekstu (niekiedy błędnych) nazywano ją także Like the Wind bądź Blind the Wind, Check it in, Check it in, check it out czy Take it in, take it out. 

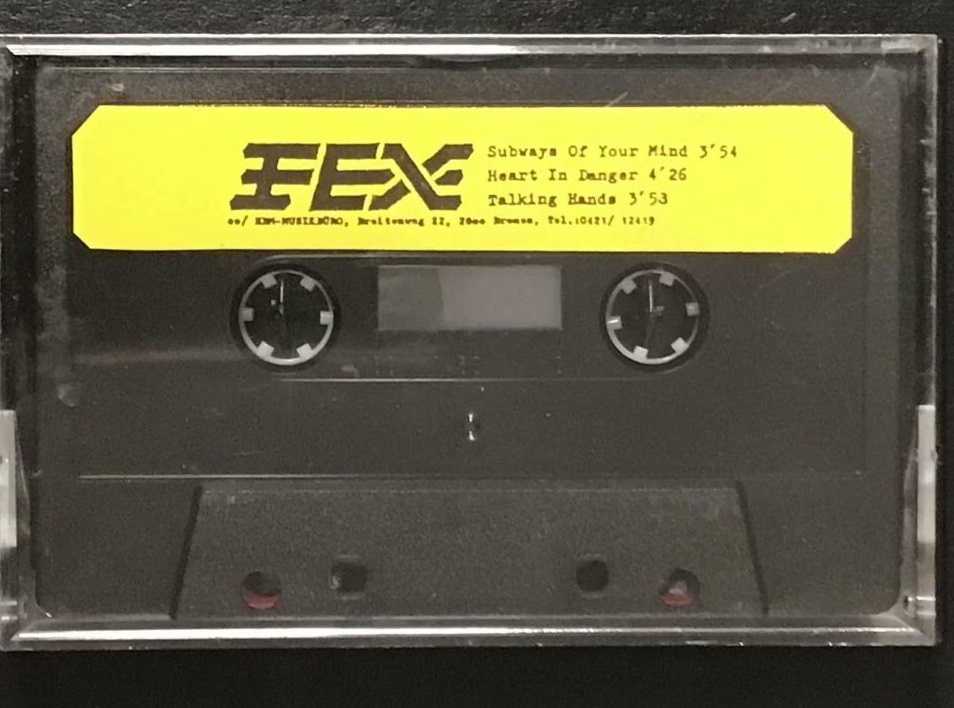
Oryginalna kaseta magnetofonowa z albumem zespołu FEX zawierającym piosenkę "Subways of Your Mind" (1983)

Popularność piosenki przyczyniła się do większego zainteresowania innymi nagraniami muzycznymi nieznanego pochodzenia oraz poszukiwaniem ich autorów i wykonawców. Muzyka tego typu została nazwana terminem lostwave.

## Tło poszukiwań

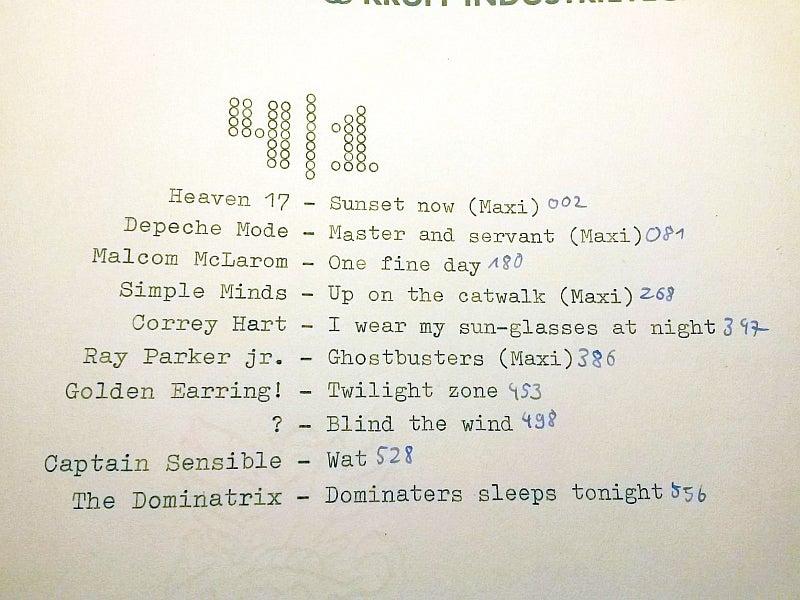

Utwór został nagrany między rokiem 1983 a 1984 przez nastoletniego wówczas Dariusa S., mieszkańca miasta Wilhelmshaven i fana muzyki, którego ulubioną audycją była Musik für junge Leute, nadawana w radiu NDR 1 Niedersachsen. Darius nagrywał na magnetofon kasetowy utwory usłyszane w radiu, jedną ze swoich kaset nazwał kasetą nr 4 i znajdowały się na niej utwory z 1984 roku, których autorami były między innymi zespoły XTC oraz The Cure. Wiele utworów miało jednak niezidentyfikowanych autorów (jednym z takich utworów był nazwany później przez internautów Like the Wind), gdyż nastolatek celowo usuwał zapowiedzi prezenterów z nagranych audycji w celu uzyskania czystego nagrania muzyki.
Od 2001 roku Darius wraz ze swoją starszą siostrą Lydią Holz bezskutecznie próbowali znaleźć w Internecie nieznany utwór na podstawie jego tekstu. W 2007 roku Lydia zamieściła w Internecie 72-sekundowy fragment piosenki w zdigitalizowanej wersji, by uniknąć problemów z prawami autorskimi. Używając nazw Anton Riedel oraz bluuue, Holz poruszała tematykę utworu na stronach best-of-80s.de (niemieckie forum internetowe poświęcone synth popowi z lat 80.) oraz spiritofradio.ca (kanadyjska fanowska strona internetowa poświęcona stacji radiowej CFNY-FM). Na niemieckim forum Holz poinformowała, że poszukiwany przez nią utwór został najprawdopodobniej nagrany z programu Musik für junge Leute emitowanego przez stację radiową NDR 2, w którym często odtwarzano utwory mniej znanych wykonawców.
Do popularności utworu w Internecie przyczynił się 16-letni wówczas Brazylijczyk Gabriel da Silva Vieira, który w kwietniu 2019 roku opublikował fragment tegoż utworu na platformie YouTube, następnie poruszył dany wątek na Reddicie, zakładając w czerwcu tegoż roku subreddita o nazwie r/TheMysteriousSong (w maju 2021 roku subreddit ten był subskrybowany przez około 27 tys. użytkowników Reddita). 
9 lipca tegoż roku amerykański youtuber Justin Whang poświęcił piosence jeden z odcinków autorskiej serii Tales From the Internet; w ciągu trzech miesięcy odcinek został obejrzany ponad 390 tys. razy, w listopadzie 2019 film przekroczył 400 tys. wyświetleń, a w maju 2021 było ich już ponad 2,6 mln. Jeszcze w lipcu użytkownik Reddita o nazwie sonic paydirt opublikował pełną wersję utworu, którego długość wynosiła prawie 3 minuty. Pełna treść miała wyciec od samej Lydii Holz, która na chwilę udostępniła cały utwór w serwisie internetowym, lecz w obawie o konsekwencje prawne, usunęła plik.

## Odnalezienie
Po łącznie 23 latach poszukiwań (licząc zarówno prywatne poszukiwania rodzeństwa Dariusa S. i Lydii Holz, jak i te czynione przez internautów), dnia 4 listopada 2024 roku, użytkownik Reddita o nicku marijn1412 ogłosił, iż natrafiając na artykuł prasowy w archiwach Nordwest Zeitung dotyczący efemerycznego zespołu FEX, skojarzył nazwisko jednego z muzyków (Michaela Hädricha) z zespołem Phret, finalistą Hörfestu 1983 i skontaktował się z Hädrichem, otrzymując od niego nagrania trzech utworów. Jednym z nich okazała się poszukiwana piosenka, zatytułowana oficjalnie Subways of Your Mind. Nagranie różniło się od tego znanego dotychczas, jednak po kontakcie z autorami, zespół potwierdził, że jest w posiadaniu oryginalnej wersji utworu oraz nagrań kilku występów na żywo, z których dwa z nich zostały udostępnione. 
7 listopada 2024 roku w programie Schleswig-Holstein Magazin telewizji NDR wyemitowano reportaż dot. spotkania się po latach członków zespołu FEX w celu dokonania pierwszej oficjalnej światowej premiery tego utworu. Zespół wykonał ją na żywo w radiu tego samego nadawcy (czyli rozgłośni NDR, w której utwór był wyemitowany 40 lat wcześniej), tym razem w wersji akustycznej. Twórcy przekazali oryginalną kasetę z nagraniami do oficjalnej digitalizacji, zapowiadając jednocześnie stworzenie nowej wersji utworu. Tego samego dnia, Lydia Holz, po półgodzinnej rozmowie telefonicznej z artystami, potwierdziła ich stuprocentową autentyczność, oficjalnie ogłaszając zakończenie poszukiwań.
Pomimo odkrycia piosenki i ujawnieniu artystów, zagadką pozostawała studyjna, radiowa wersja utworu, będącej pierwotnym źródłem inicjacji poszukiwań Lydii Holz i jej brata, Dariusa. Nikt z zespołu, ani z rozgłośni NDR takiego nagrania nie posiadał w znanych im zbiorach. Podczas okresu świątecznego w grudniu 2024 roku, kompozytor utworu, Michael Hädrich, zdecydował się wraz z rodziną na przeszukanie archiwów muzycznych, złożonych z ponad dwustu kaset magnetofonowych, zlokalizowanych w jego studiu. Poszukiwania zakończyły się odnalezieniem zaginionej do tego czasu, radiowej wersji utworu. Ogłoszenie tego faktu nastąpiło najpierw w serwisie Reddit dnia 13 stycznia 2025 roku, a następnie tego samego dnia, o godzinie 15:00 czasu miejscowego, w radiu NDR 1 Welle Nord, tę piosenkę wyemitowano (po ok. 40 latach od pierwszej emisji), co miało miejsce tuż przed serwisem informacyjnym. Po niej słuchacze mogli posłuchać wywiadu telefonicznego z artystą. Fakt odkrycia kasety, wraz z obszernym wywiadem, został udokumentowany także dwa dni później przez niemiecki Schleswig-Holstein Magazin telewizji NDR.
Do dnia 14 stycznia tego samego roku, nagrania zespołu oficjalnie zagościły w 20 najpopularniejszych serwisach streamingowych, m.in. na Spotify, Apple Music czy YT Music, wcześniej dokonując jej rejestracji w lokalnej bazie utworów muzycznych, kończąc tym samym erę nieoficjalnych emisji internetowych nagrań zespołu FEX.

## Popularność i teorie przed odnalezieniem
Tysiące użytkowników Reddita i Discorda wzięło udział w poszukiwaniach informacji o pochodzeniu utworu, publikowano także teorie oraz możliwe informacje kontaktowe; po akcencie wokalisty sądzono, że wykonujący piosenkę zespół mógł pochodzić z Niemiec, Polski, Austrii bądź Wielkiej Brytanii. Zastanawiano się także nad sensem tekstu, który mógłby nawiązywać do miłości lub do trwającej wówczas zimnej wojny, a także nad sprzętem, na którym nagrano utwór – część osób podejrzewa syntezator Yamaha DX7, wypuszczony w 1983 roku.
Internauci próbowali skontaktować się z osobą, która w 2007 roku tworzyła wątki na forum best-of-80s.de. W sierpniu 2019 roku 53-letnia wówczas Lydia Holz poinformowała na Reddicie, że to ona jest autorką tych wątków. Następnie sama została moderatorką subreddita r/TheMysteriousSong.
Do sprawy odniósł się brytyjski DJ Paul Baskerville, który prowadził audycję radiową Musik für junge Leute. DJ stwierdził, że nie odtwarzał wówczas poszukiwanego utworu i mógł być za to odpowiedzialny inny radiowiec, który jednak zmarł w 2016 roku. DJ podał także, że wszystkie listy grywanych wówczas w radiu utworów się nie zachowały, gdyż zostały wyrzucone. Według niego, niezidentyfikowany wówczas utwór „brzmi jak kiepski angielski, który śpiewa Niemiec”, nie wykluczając, że wokalistą mógł być Polak bądź Rosjanin.
21 lipca 2019 roku Paul Baskerville odtworzył utwór w radiu NDR, w którym prowadził wówczas program Nachtclub. Powszechne stały się także fałszywe tropy, błędnie przypisywano autorstwo m.in. zespołom Deine Lakaien, Joy Division, Depeche Mode, czy Camouflage. 20 sierpnia 2019 roku w radiu NDR relacjonowano poszukiwania autora utworu. Natomiast 12 czerwca 2023 roku utwór został odtworzony przez Sveriges Radio P3.
Stacja NDR znalazła w swoich archiwach 21 programów w celu ich ponownego odsłuchania oraz wyszukania playlist. Z kolei Holger Roloff, właściciel wytwórni Amöbenklang, rozpoczął proces odsłuchiwania kaset zawierających muzykę z programów muzycznych stacji NDR, na których może choć nie musi znajdować się tajemnicza piosenka. Z racji tego, że większość jego kaset nie jest datowana, Roloff oszacował, że odsłuchanie wszystkich kaset jest kwestią kilku lat.
Jako wykonawcy niezidentyfikowanego wówczas utworu podawali się Billy Knight z greckiego zespołu Statues in Motion oraz austriacki perkusista Ronald Iraschek (znany także jako Ronnie Urini oraz Ronnie Rocket). Iraschek utrzymywał, że tekst do piosenki napisał w 1983 roku wspólnie z Christianem Brandlem, który zmarł w 1987 roku. Obaj muzycy należeli do zespołu Underground Corpses. Według Iraschka, powstała zarówno angielska, jak i niemiecka wersja utworu, który jednak nigdy nie został ukończony. Poza nim i Brandlem, w nagraniach wziął także udział operator studia muzycznego, Fred Jakesch. W 2019 roku Iraschek podał, że zrobił zdjęcie starego arkusza z tekstem do piosenki i zarejestrował dany utwór jako swój w austriackiej organizacji AKM, która zajmuje się prawami autorskimi do utworów muzycznych.

## Covery
Utwór doczekał się kilku coverów, których autorami były między innymi zespoły 1zu1 oraz Mephisto Walz.